# Отакари
Отакарите (на немски: Otakare) са графска фамилия от Химгау, Траунгау и Каринтия или в днешна Западна Щирия в Австрия от 1056 до 1192 г.
Те са маркграфове на Марка Щирия и имат един херцог на Херцогство Щирия.
Династията започва с Отакар:
- Отакар, от 904 г. граф в Карантания, вероятно зет на Арибо I, от 871 г. граф на Траунгау и маркграф на баварската Marchia orientalis
- Отокар I, маркграф на Щирия (1055–1064), граф на Химгау
- Адалберо, маркграф на Щирия (1064-1086), син
- Отокар II, маркграф на Щирия (1086-1122), брат на Адалберо
- Леополд Силни, маркграф на Щирия (1122-1129), син на Отокар II
- Отокар III, маркграф на Щирия (1129-1164), син
- Отокар IV, маркграф на Щирия (1164-1180), син, първият херцог на Щирия 1192, последният владетел от фамилията.